# پتوفی‌سالاش
پِتوفی‌سالاش (به مجاری:  Petőfiszállás) یک منطقهٔ مسکونی در مجارستان است که در ناحیه کیش‌کون‌فِلِدْیْ‌هازا واقع شده‌است. پتوفی‌سالاش ۶۷٫۷۸ کیلومتر مربع مساحت و ۱٬۴۵۳ نفر جمعیت دارد.